# Cotesia peltoneni
Cotesia peltoneni är en stekelart som först beskrevs av Papp 1987.  Cotesia peltoneni ingår i släktet Cotesia och familjen bracksteklar. Inga underarter finns listade i Catalogue of Life.